# Дастаноглы, Рустам
Рустам Дастан оглы Мамедов (азерб. Rüstəm Dastan oğlu Məmmədov; род. 16 ноября 1960, Дашкенд, Басаргечарский район) — азербайджанский писатель и публицист. Член Союза писателей Азербайджана, лауреат медали Вагифа Самедоглы.

## Жизнь
Рустам Дастаноглы родился 16 ноября 1960 года в селе Дашкенд Басаркечарского района. После обучения в Дашкентской сельской средней школе с 1967 по 1975 год он продолжил образование в школе-интернате № 5 с химико-биологическим уклоном города Баку, названную школу окончил в 1977 году.
В 1978 году поступил в Киевский политехнический институт на Украине на специальность «атомная физика», данный институт окончил в 1984 году.
В 1985—1987 годах работал инженером в ПО «Азерэнержи», а в 1987—1991 годах работал начальником отдела, заместителем начальника управления в строительно-монтажном управлении «Йени-Баку» Строительно-монтажной государственной компании «Азерэнержи».
Женат, имеет четверых детей.

## Творчество
Публицистические статьи, рассказы и сочинения по экономике Рустама Дастаноглу начали публиковаться в прессе с 1980-х годов.
Является автором книги «Дашкент и дашкентцы», изданной в 2012 году. В книге даны обширные сведения о населении, истории, топонимах и географическом положении села Дашкент Гейчинского региона. 17 октября 2013 года Книга была представлена в программе «Гобустан» телеканала «Медениет ТВ». Программа вышла в эфир. В программе профессор Ибрагим Байрамов высказал положительные отзывы о книге.
В декабре 2022 года его книга «Тень моих мыслей» была опубликована издательством «Qanun». Книга состоит из 216 страниц. В книге собраны рассказы, очерки, публицистические статьи, интервью и другие творческие примеры автора. Автор предисловия книги — Орхан Фикретоглы, редактор — Араз Ягубоглу, корректор — Асиф Эфендиев. 4 февраля 2023 года в Центральной научной библиотеке НАНА состоялась церемония презентации книги. С развернутым докладом о книге выступили литературные критики Асад Джахангир и Яшар Алиев.
Опубликованные в книге рассказы «Тоска по одиночеству», «Дух земли», «Дорога» в свое время вызвали большой интерес у азербайджанских читателей. В частности, рассказ «Тоска по одиночеству» был опубликован в журнале «Улдуз» в 1989 году и завоевал симпатии тысяч читателей.

## Общественная деятельность
В 1992—1994 годах, в первые годы независимости Азербайджана, он организовал участие представителей азербайджанской культуры в международных фестивалях, проводимых в Турции.
Работал коммерческим директором в компании «Yeni Film».
При поддержке Рустама Дастаноглы в июне 2011 года на Азербайджанском телевидении был снят фильм об Ашуге Гаджи Гейчалы, который транслировался в программе «Юрд йери».
Рустам Дастаноглы — автор идеи полнометражного документального фильма 2018 года «Возвращение» о военном враче Карабахской войны Имране Гурбанове, снятого по сценарию Орхана Фикретоглу, режиссером Руфатом Асадовым.
В 2021 году при спонсорской поддержке и по идее Рустама Дастаноглы на грузинском языке вышла книга Ашуга Алескера «Свет слова». Книга была издана в качестве вклада в празднование 200-летия Ашуга Алескера. 6 августа 2021 года была проведена презентация книги в Союзе писателей Азербайджана.
В 2022 году выступил спонсором учебного пособия «Ревматология» для студентов Азербайджанского медицинского университета.
«Фонд Дастаноглы», основанный Рустамом Дастаноглы, ежегодно организует конкурс прозы имени Юсифа Самедоглы и победители, занявшие первые три места награждаются фондом.
Рустам Дастаноглы является членом Союза писателей Азербайджана.

## Награждения
5 марта 2022 года награжден юбилейной медалью «Ашуг Алескер — 200».
28 января 2025 года он был награжден медалью Вагифа Самедоглы.